# Ambachtsschool (Leiden)

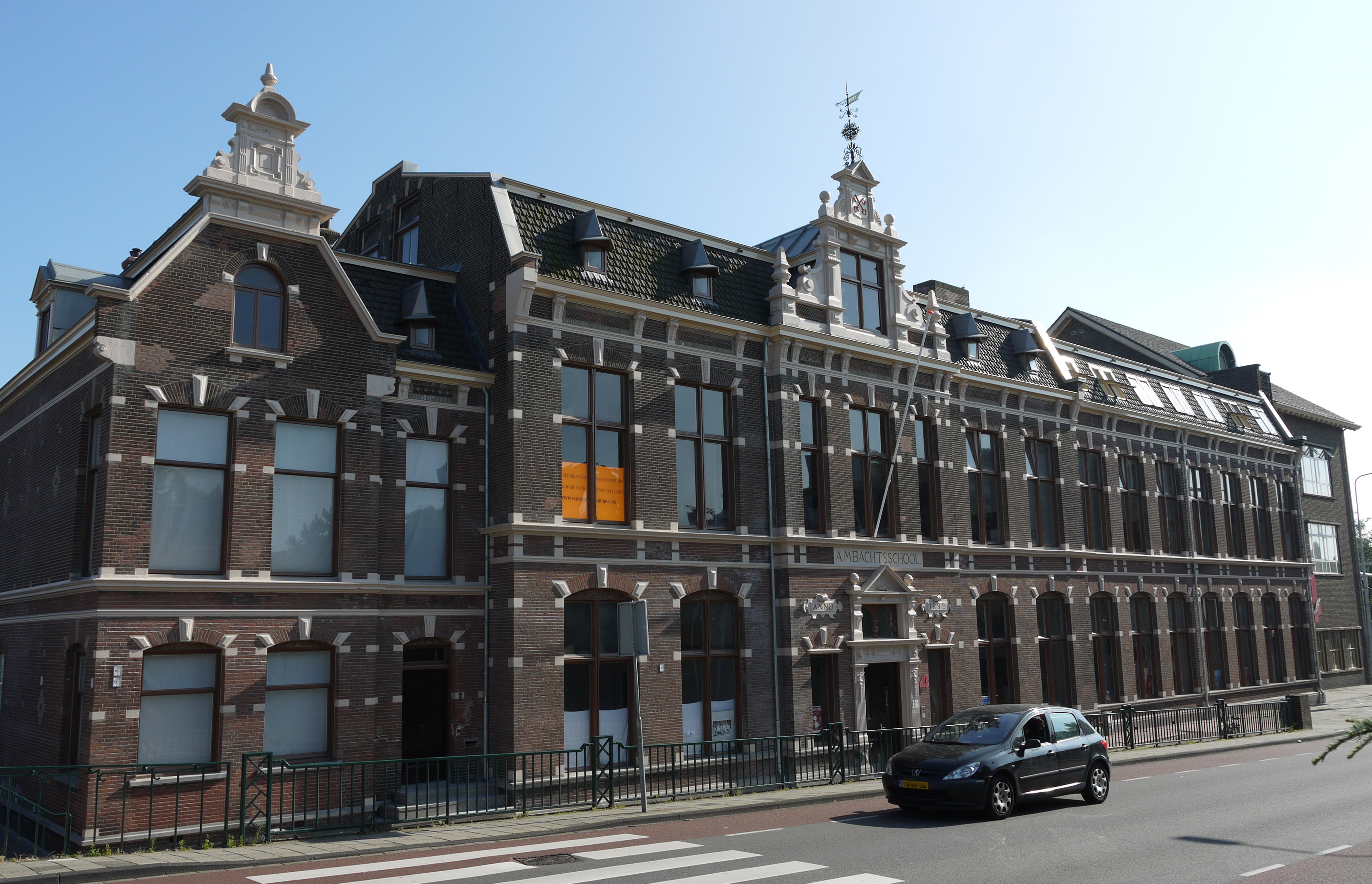
Pand van de voormalige Ambachtsschool aan de Haagweg nr. 4 te Leiden.

Het pand van de voormalige Ambachtsschool in de Nederlandse stad Leiden, is gelegen aan de Haagweg op nummer 4.  De Practische Ambachtsschool zoals de volledige naam luidt, is in 1892 gebouwd naar een ontwerp van Govert van Driel, een Leidse architect. Het pand is bij een restauratie in 2011 in originele kleuren geschilderd.

## Historie
Vanaf 1893 is in het pand de Practische Ambachtsschool gevestigd. Na de invoering van de Mammoetwet (1968) werd de naam opleiding veranderd in Algemene Technische School. In 1972 werd het bevoegd gezag omgedoopt tot Vereniging voor Algemeen Voortgezet & Beroepsonderwijs. In 1985 viel het doek van het zelfstandig bestaan door een noodzakelijke fusie met de gemeentelijke lagere technische school De Nieuwe Vaart, die tot 1992 nog van een aantal lokalen gebruik maakte. In de nacht van maandag 14 op dinsdag 15 maart 1993 kraakte een groep kunstenaars van de Werkgroep Ateliers van de Beroepsvereniging van Beeldende Kunstenaars (BBK) het complex. 
Na de restauratie van 2011 is het pand onder de naam "H4AGWEG" (Haagweg 4) in gebruik genomen als bedrijfsruimte voor bedrijven in de creatieve sector en als atelier voor circa 55 kunstenaars. 
Op dinsdag 23 september 2014 opende de horecagelegenheid Galerie Café Leidse Lente haar deuren in de Ambachtsschool.